# اس‌ام‌اس آلباتروس (۱۹۰۷)
اس‌ام‌اس آلباتروس (۱۹۰۷) (به انگلیسی: SMS Albatross (1907)) یک کشتی بود که طول آن ۱۰۰٫۹ متر (۳۳۱ فوت ۰ اینچ) بود. این کشتی در سال ۱۹۰۷ ساخته شد.